# Гвемар IV
Гвемар IV (около 1013—3 июня 1052 года) — сын и наследник Гвемара III, князь Салерно в 1027—1052 годах, герцог Амальфи в 1039—1052 годах, князь Капуи в 1038—1047 годах. Последний значительный политический деятель из числа лангобардских князей Южной Италии. В своих целях использовал норманнов, чем способствовал последующему завоеванию ими Южной Италии.

## Биография

### Ранние годы
Гвемар IV был старшим сыном Гвемара III и его второй жены Гаительгримы Капуанской. После смерти своего единокровного брата Иоанна (III) стал соправителем отца (1018 год).
В 1022 году во время своего итальянского похода император Генрих II осадил город Салерно, но не смог взять его. Гвемар III, тем не менее, заверил императора в своей покорности и выдал сына в качестве заложника. Юный Гвемар был передан Генрихом II папе Бенедикту VIII и был впоследствии освобождён.

### Завоевание Капуи
В 1027 году Гвемар IV вступил на престол, а ввиду его несовершеннолетия Салерно сначала правила его мать Гаительгрима, находившаяся под влиянием своего брата Пандульфа IV Капуанского, прозванного Волком из Абруцци. Первоначально Гвемар IV находился в дружеских отношениях со своим дядей Пандульфом, но после того, как последний обесчестил племянницу салернского князя, начал с ним войну. На свою сторону Гвемар IV переманил Райнульфа Дренго — важнейшего союзника капуанского князя. В 1037 году Гвемар IV призвал на помощь двух императоров Конрада II и Михаила IV, в своих письмах описывая беззакония Волка из Абруцци. На призыв отозвался Конрад II, в начале 1038 года вторгшийся в Южную Италию.
В результате военной кампании 1038 года Пандульф IV был изгнан из Капуи и бежал в Константинополь, где был арестован. В мае 1038 года Конрад II передал княжество Капую Гвемару IV. По просьбе Гвемара Конрад II признал за Райнульфом Дренго право на владение графством Аверса, а последний стал вассалом Салерно.
В апреле 1039 года Гвемар IV захватил Амальфи под предлогом защиты свергнутого и ослеплённого герцога Мансо II, низложил местного правителя и стал герцогом Амальфи. В июле 1039 года Гвемар IV захватил соседний Сорренто и отдал его вместе с титулом герцога своему брату Ги. В 1040 году Гвемар IV захватил на короткое время Гаэту, но уже в 1041 году в местных официальных документах в качестве герцога упоминается местный уроженец Лев. В следующем 1042 году Гаэту захватил Райнульф Дренго, заняв герцогский трон уже в качестве вассала Гвемара.
В 1038 году по пути на Сицилию византийский полководец Георгий Маниак посетил Гвемара IV. Последний, подтверждая свою лояльность Византии, позволил своим норманнским наёмникам, во главе с Вильгельмом Отвилем, присоединиться к византийской армии.

### Альянс с норманнами и принятие титула герцога Апулии
В 1040 году, пока византийская армия находилась в экспедиции на Сицилии, апулийские лангобарды подняли восстание. Вскоре к восставшим присоединились две группы норманнов: первая — во главе с Райнульфом Дренго, вторая — с Вильгельмом Отвилем, успевшим рассориться с Маниаком. Гвемар IV, являясь сеньором одного и нанимателем другого, поддерживал их в войне против Византии. В 1042 году норманны избрали своего предводителя Вильгельма графом Апулии, а для придания новому титулу законности признали своим сеньором Гвемара IV. Гвемар принял новый титул герцога Апулии и Калабрии (1043 год). Ответный ход Византии не заставил себя ждать: в 1042 году Пандульф Капунский был освобождён из константинопольской темницы и вернулся в Италию.
Отношения с норманнами не были для Гвемара безоблачными. В 1045 году умер Райнульф Дренго, и, не дожидаясь одобрения Гвемара, норманны избрали новым графом Аверсы Асклетина, а после скорой смерти последнего — Райнульфа II. Гвемар выразил своё неодобрение, и Райнульф II тотчас принял сторону Волка из Абруцци. В противовес изменившему Райнульфу II Гвемар демонстративно поддерживал Отвилей: после смерти Вильгельма (1046) князь признал титул графа Апулии за Дрого Отвилем и дал ему в жёны свою сестру Гаительгриму.

### Ослабление Салерно после 1047 года
В 1047 году в южноитальянские дела вмешался император Генрих III. Сочтя усиление Салерно опасным, император запретил Гвемару титуловаться герцогом Апулии и Калабрии, а также вернул Капую Пандульфу IV. Райнульф II, граф Аверсы, и Дрого, граф Апулии, стали непосредственным вассалами Генриха III, навсегда выйдя из-под сюзеренитета княжества Салерно.
Гвемар, тем не менее, сохранил до конца жизни добрые отношения с Отвилями. Обстоятельства позволили ему восстановить свой авторитет и в Аверсе. В 1048 году Райнульф II умер, его малолетнему сыну требовался опекун. Таковым мог стать ближайший родственник Ричард Дренго, но он находился в плену у Дрого Отвиля. Гвемар уговорил Дрого отпустить Ричарда, последний прибыл в Аверсу, отстранил от власти малолетнего графа (судьба его неизвестна) и сам стал следующим графом Аверсы. В результате Гвемар восстановил добрые отношения и с этим норманнским государством.

### Убийство Гвемара IV и месть за него
3 июня 1052 года Гвемар IV был убит в гавани Салерно своими четырьмя шуринами — сыновьями графа Теанского. Старший из них Пандульф провозгласил себя князем Салерно. В руках убийц оказалась вся салернская правящая династия, за исключением Ги, герцога Сорренто, брата Гвемара IV. Ги немедленно обратился за помощью к норманнам.
Салерно был осаждён объединёнными отрядами норманнов и Сорренто. В руки Ги попали семьи убийц Гвемара, и он выменял их на Гизульфа, старшего из сыновей убитого князя. В скором времени убийцы капитулировали, и Ги поклялся сохранить их жизни. Но норманны, не считая себя связанными чужой клятвой, умертвили четырёх принцев Теанских и их 36 сторонников, по одному за каждую рану, обнаруженную на теле Гвемара IV.
После этих событий на престол Салерно вступил старший сын Гвемара IV Гизульф II.

### Итоги правления
Гвемар IV был последним могущественным властелином из числа лангобардских князей Южной Италии. Помимо Салерно, в зените своей славы он владел Капуей, Амальфи и Гаэтой, а также был признан норманнами герцогом Апулии и Калабрии — областей, которые предстояло освободить из-под власти Византии. Даже после того, как Капуя и новосозданные норманнские владения были выведены Генрихом III из-под прямой власти Салерно, Гвемар IV продолжал оставаться наиболее влиятельным правителем на юге Италии.

### Семья и дети
Гвемар IV женился не позднее 1032 года на Джемме, дочери графа Теанского (возможно Лайдульфа Капуанского). Известно о, как минимум, шести их сыновьях и четырёх дочерях. Старший сын и соправитель Гвемара Иоанн (IV) умер в 1039 году, второй — Гизульф II был возведён в ранг соправителя в 1042 году и наследовал отцу в 1052 году. Старшая дочь Гвемара IV Сишельгаита вышла замуж за Роберта Гвискара, другая (Гаительгрима) — за его старшего брата Дрого. Ещё два норманнских властителя Хэмфри Отвиль и Жордан I Капуанский были, возможно, женаты на дочерях Гвемара IV.